# L7nnon
L7nnon, pseudonimo di Lennon dos Santos Barbosa Frasetti (Realengo, 30 marzo 1994), è un rapper brasiliano.

## Biografia
Originario e cresciuto a Realengo, L7nnon è salito alla ribalta dopo aver pubblicato Hip Hop Rare (2020), il suo secondo album in studio sotto la Warner Music Brasil, che gli ha permesso di esibirsi ai Prêmios MTV MIAW, dove è stato premiato con un riconoscimento. L'anno seguente ha visto i suoi primi esiti commercialmente, piazzando due brani all'interno della graduatoria annuale delle hit di maggior successo in Brasile, redatta dalla Pro-Música Brasil; ente che ha assegnato la certificazione di diamante denotante 300 000 unità di vendita a Corte americano, una collaborazione incisa assieme a Filipe Ret e Chris Beats ZN.
Nel marzo 2022 ha preso parte per la prima volta a Lollapalooza Brasil, dove durante il set di Jack Harlow ha eseguito Freio da blazer; Desenrola bate joga de ladin, uscita il mese dopo, si è tramutata in una hit in top ten sia in Brasile che in Portogallo, e in un ingresso nella classifica paraguaiana. Qualche mese dopo viene candidato nuovamente ai Prêmios MTV MIAW, concorrendo in tre categorie, tra le quali quella all'artista musicale, e viene pubblicata la collaborazione Ai preto, numero uno nella Brazil Songs.

## Discografia

### Album in studio
- 2019 – Podium
- 2020 – Hip Hop Rare
- 2024 – Irrastreável

### EP
- 2018 – Escolhas
- 2023 – Me espera

### Singoli
- 2017 – Mais um capítulo
- 2018 – Trágico
- 2018 – Meus planos
- 2018 – Despertadores
- 2018 – Jasmin (con Dolla)
- 2018 – Barcelona (con PK e Mun-Ra)
- 2018 – Já venci
- 2018 – Notas (con Azzy e Papatinho)
- 2018 – Sangue, suor & sabedoria
- 2018 – Refém (con Xamã, Maia e John)
- 2019 – Não olhe pra trás (con DJ Caique)
- 2019 – Silvana
- 2019 – Namorado (con Mun-Ra)
- 2019 – Perdição
- 2019 – Deja Vu (con Dolla e Maia)
- 2019 – Acabou (con PK, Xamã e Califfa)
- 2019 – Sirene (con Mãolee)
- 2019 – Função
- 2020 – Abre a porta
- 2020 – Berenice (con Bin e Dfideliz feat. Califfa)
- 2020 – Algumas frases
- 2020 – Morrão (con Babu Santana e Papatinho)
- 2020 – Cardi B
- 2020 – Equaçao (con Mun-Ra)
- 2020 – Hip Hop Rare
- 2020 – Probleminha diário (con MC Hariel e Califfa)
- 2020 – Nada é pra sempre
- 2021 – Chama lá (con Gaab)
- 2021 – Freio da blazer
- 2021 – Geribá (con Califfa e Oik)
- 2021 – Jogando pra tropa (con Papatracks, Oik e NOG)
- 2021 – Da boca
- 2021 – O pai tá on (con Costa Gold, Caverinha e Patinho)
- 2021 – Corte americano (con Filipe Ret e Chris Beats ZN)
- 2021 – Mais que isso
- 2021 – Muro de Berlim (con PK e Rafael Portugal)
- 2021 – Eita menina (con i Lagum e Mart'nália)
- 2021 – Vivendo no auge (con MC Maneirinho)
- 2021 – Visão (con DJ Zullu e LeodoKick)
- 2021 – A culpa é do Papato (con Papatinho, Orochi e Luccas Carlos)
- 2021 – HB20 (con Papatinho)
- 2021 – Hermès (con LeodoKick e MD Chefe)
- 2021 – Sem dó (con Matuê)
- 2022 – Quem me protege não dorme (con MC Paulin da Capital e Papatinho)
- 2022 – Outro lugar (con Ajaxx e LeodoKick)
- 2022 – Desenrola bate joga de ladin (con DJ Bel da CDD e Os Hawaianos feat. DJ Biel do Furduncinho)
- 2022 – Ai preto (con DJ Biel do Furduncinho e Bianca)
- 2022 – Facilitei (con Ajaxx)
- 2022 – Kim n Kanye (con Tion Wayne)
- 2022 – Tarada (con Léo Santana e Ivete Sangalo)
- 2022 – Daquele jeitex (con Robinho Duó)
- 2022 – Poesia acústica 13 (con MC Cabelinho, TZ da Coronel, Chefin, Luísa Sonza, N.I.N.A., Xamã, Oruam e Chris MC)
- 2022 – Digo ou não (con João Gomes)
- 2022 – Vim de lá (con Nagalli)
- 2022 – Realengo Freestyle (con Lotta e Rare G)
- 2022 – Dom Perignon (con PL Quest)
- 2023 – Pódio (con MC Ryan SP, TZ da Coronel e Djonga)
- 2023 – Pulei a janela (con DJ Biel do Furduncinho e MC Daniel)
- 2023 – Longe demais (con Mateca)
- 2023 – Raúl (con Tokiodk)
- 2023 – Broncudão (con MC Chefe e 4Genesis feat. Lotta)
- 2023 – A pedido (con MC Tikao e O Mandrake)
- 2023 – Ponto de paz (con Vitor Kley)
- 2023 – Hoje eu tô solta (con Pocah)
- 2023 – Pentão da 9 (con Jhowzin e Distrito 23 feat. LB Único)
- 2023 – Filho da tragédia (con Raflow e Leall)
- 2023 – Marcha (con Natiruts e Charles do Bronx)
- 2023 – Ibiza (con Ajaxx e HHR)
- 2023 – Olhares (con Jãogui e LeodoKick feat. HHR)
- 2023 – Vai valer a pena (con Thiaguinho)
- 2023 – Cotidiano pixaim (con Jorge Aragão)
- 2023 – Foto da unha (con Veigh e Nagalli)
- 2024 – Coisas da vida (con Ajaxx, LeodoKick, Galdino e HHR)
- 2024 – Vai valer a pena (con Thiaguinho)
- 2024 – Pós Carnaval (con Azevedo e Ruxn feat. Dexter)
- 2024 – Quebradas 2 (con DJ GM, MC Lipi, MC Ryan SP, MC Paulin da Capital e MC Hariel)
- 2024 – Crocodilagem (con Mãolee e Pior Versão de Mim feat. VT no Beat)
- 2024 – Canta canta, minha gente (Minha gente, canta canta) (con Martinho da Vila)
- 2024 – Júpiter (con TerrorDosBeats e HHR)
- 2024 – Amanhecer (con N.O.G. e Pezão feat. Oik & Papatinho)
- 2024 – Poesia acústica 16 (con Orochi, MC PH, Filipe Ret, Ana Castela, Xamã, Lourena, Ryan SP e TZ da Coronel)
- 2024 – LSet (con DJ Zigão e MC Rodrigo do CN)
- 2024 – Travaglini (con Niink, Supernova Ent, Honaiser, Toledo e Galdino)
- 2024 – Hoje não é mais (con Oriente)
- 2024 – Baqueando (con Ajaxx, LeodoKick, Pescadinha e HHR)
- 2024 – LSet 2 (con DJ Zigão e MC Rodrigo do CN feat. MC Maneirinho, MC Roger & MC TH)
- 2025 – Escritório carioca (con DJ Oreia e HHR)
- 2025 – Notas (con Drinpe e Ajaxx)
- 2025 – 1 minuto (con Dom7 e ZL)
- 2025 – Respeito no jogo (con Felp 22)
- 2025 – Mais mais (con Sombra e Predella)
- 2025 – Sem foto (con LeodoKick e Skinny Beats)
- 2025 – Segunda chance (con LeodoKick e H4lfmeasures)
- 2025 – Fundamento das ruas (con AR Baby, Gustah e Wey)